# Hospital Marcial Quiroga

El Hospital  Marcial Quiroga es un centro de atención a la salud, de carácter público, ubicado en la ciudad de Rivadavia, provincia de San Juan, Argentina.

## Localización
El edificio se ubica en el centro oeste del aglomerado urbano del Gran San Juan, al oeste de la ciudad de San Juan, en la intersección de la calle Rastreador Calivar y la Avenida Libertador General San Martín, en la ciudad de Rivadavia.